# Rejon biłokurakyński
Rejon biłokurakyński – jednostka administracyjna w składzie obwodu ługańskiego Ukrainy.
Powstał w 1923. Ma powierzchnię 1436 km² i liczy około 18,5 tys. mieszkańców. Siedzibą władz rejonu jest Biłokurakyne.
W skład rejonu wchodzą 2 osiedlowe rady oraz 13 silskich rad, obejmujących w sumie 53 wsie i 1 osadę.